# Constant Montald
Constant Montald (Gent, 4 december 1862 - Brussel, 5 maart 1944) was een Belgisch kunstschilder die talloze doeken en muurschilderingen realiseerde. Hij heeft ook gebeeldhouwd.

## Levensloop
1862-1893

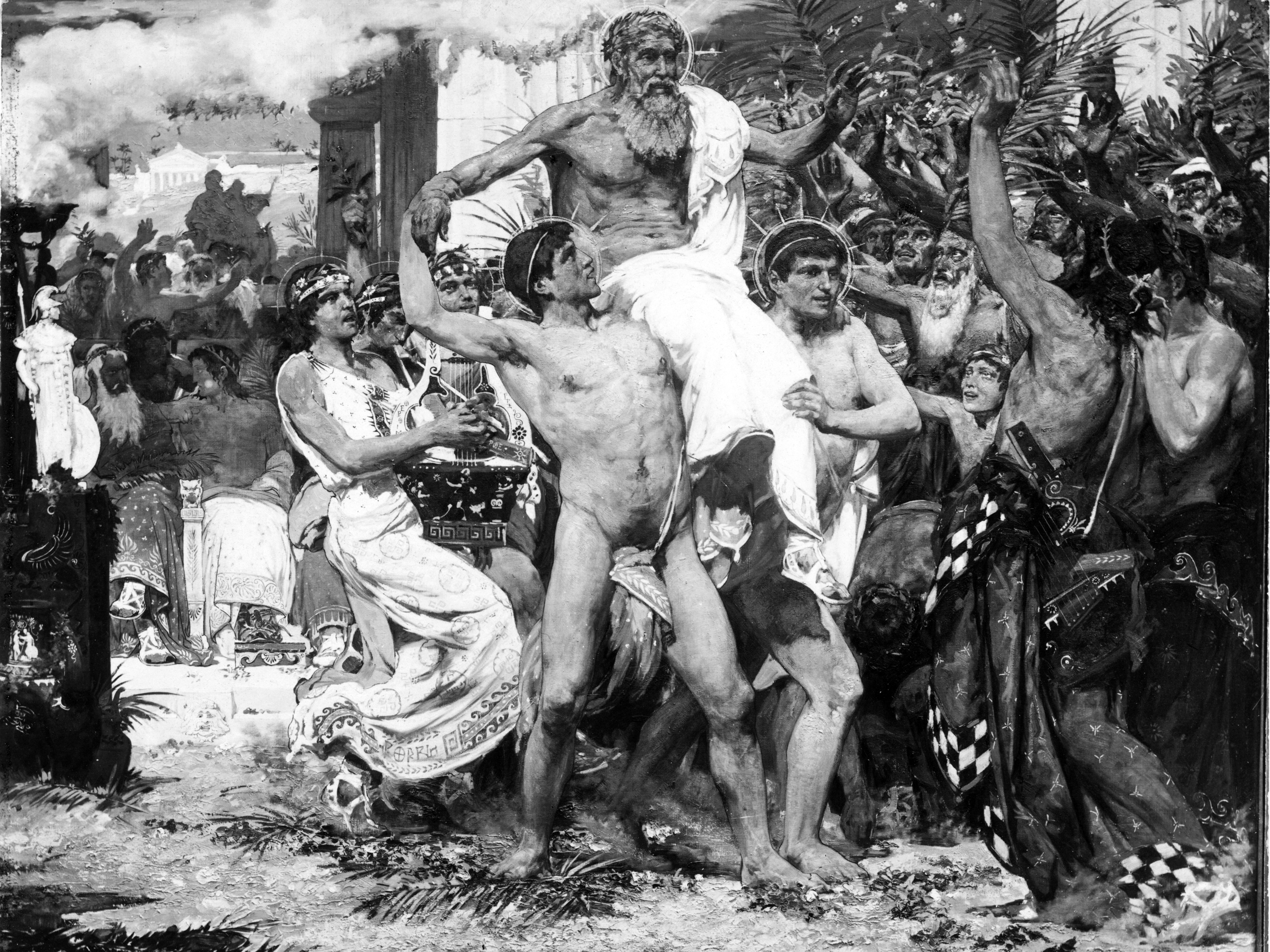
Foto: 'Prix de Rome 1886' Diagoras in triomf gedragen

Terwijl hij overdag lessen decoratief schilderen in de Nijverheidsschool van Gent volgde, was Montald vanaf 1874 ingeschreven voor de avondcursussen van de Academie voor Schone Kunsten van Gent. Op dat moment stond de Academie onder de leiding van Théodore-Joseph Canneel. Daar won hij de Grote Prijs schilderen naar levend model en kreeg een studiebeurs van de stad. Samen met de schilder en afficheontwerper Privat-Livemont verbleef hij vanaf 1885 als leerling van de Ecole des Beaux-Arts in Parijs. Daar voelt hij zich meer en meer aangetrokken tot de monumentale schilderkunst onder meer omdat hij er in contact komt met de kopies van Paul Baudry van de gewelven van de Sixtijnse Kapel van Michelangelo. In Parijs schilderde hij dat jaar nog zijn eerste monumentale doek, La lutte humaine (De menselijke strijd) (5×10 m), dat hij op het Gentse Salon in 1886 tentoonstelt en later aan zijn geboortestad Gent schonk. Daar werd het voorbestemd voor de grote hal, de Salle des pas-perdus, van het oude Gerechtsgebouw in de binnenstad. Het bevindt zich nu in het Museum voor Schone Kunsten (Gent). Later, in 1929, schilderde hij La ruée humaine (De strijd om het leven of ook De menselijke stormloop) (5x10m), erg gelijkend op La lutte humaine.  In een brief uit 1931 dankt Montald koningin Elisabeth om haar interventie tot aankoop van het werk door de Belgische Staat. Het siert sindsdien een zaal van dit oude Gentse Gerechtsgebouw. Constant Montald won de Belgische Prix de Rome in 1886 met zijn Diagoras in triomf meegedragen door zijn zonen, overwinnaars van de Olympische Spelen van het Oude Griekenland (zie foto van het werk links). Naar aanleiding hiervan werd Montald in zijn geboortestad Gent uitgebreid gevierd. Hij ontving tevens een onderscheiding en een medaille van de Maatschappij ter bevordering van Nijverheid en Wetenschappen (zie foto's van deze medaille). Dankzij de Prix de Rome maakte hij zijn grote Italiëreis waar hij tussen 1887 en 1890 in Florence en Rome verblijft. Hij heeft veel interesse voor de muurschilderingen in Pompeï, het interieur van de basiliek van San Marco (Venetië), het oeuvre van Giotto en de Sixtijnse Kapel. Daar maakte hij de voorstudies voor een groot werk dat hij uiteindelijk in Rome zou voltooien. Dit grote werk, Sociale antagonisme of de strijd der klassen, werd in 1891 tentoongesteld in de Jubelpark in Brussel als inzending uit Rome. Vervolgens gaat hij naar Egypte waar hij niet alleen schetsen maakt maar met het idee opkomt voor een nieuw monumentaal werk De Eolische harpen (nu in het depot van de Koninklijke Musea voor Schone Kunsten van België te Brussel). Dat realiseert hij in 1889 en vertoont het in Gent in 1892, waar het werk fel werd bekritiseerd.
Bij zijn terugkeer naar Gent realiseert Montald de decoratie van een privéwoning. Op 9 augustus 1892 huwt hij met Gabrielle Canivet (1867-1942), eveneens een kunstenares: zij ontwerpt art nouveau borduurwerk en stelt geregeld met haar man tentoon.
1894-1913

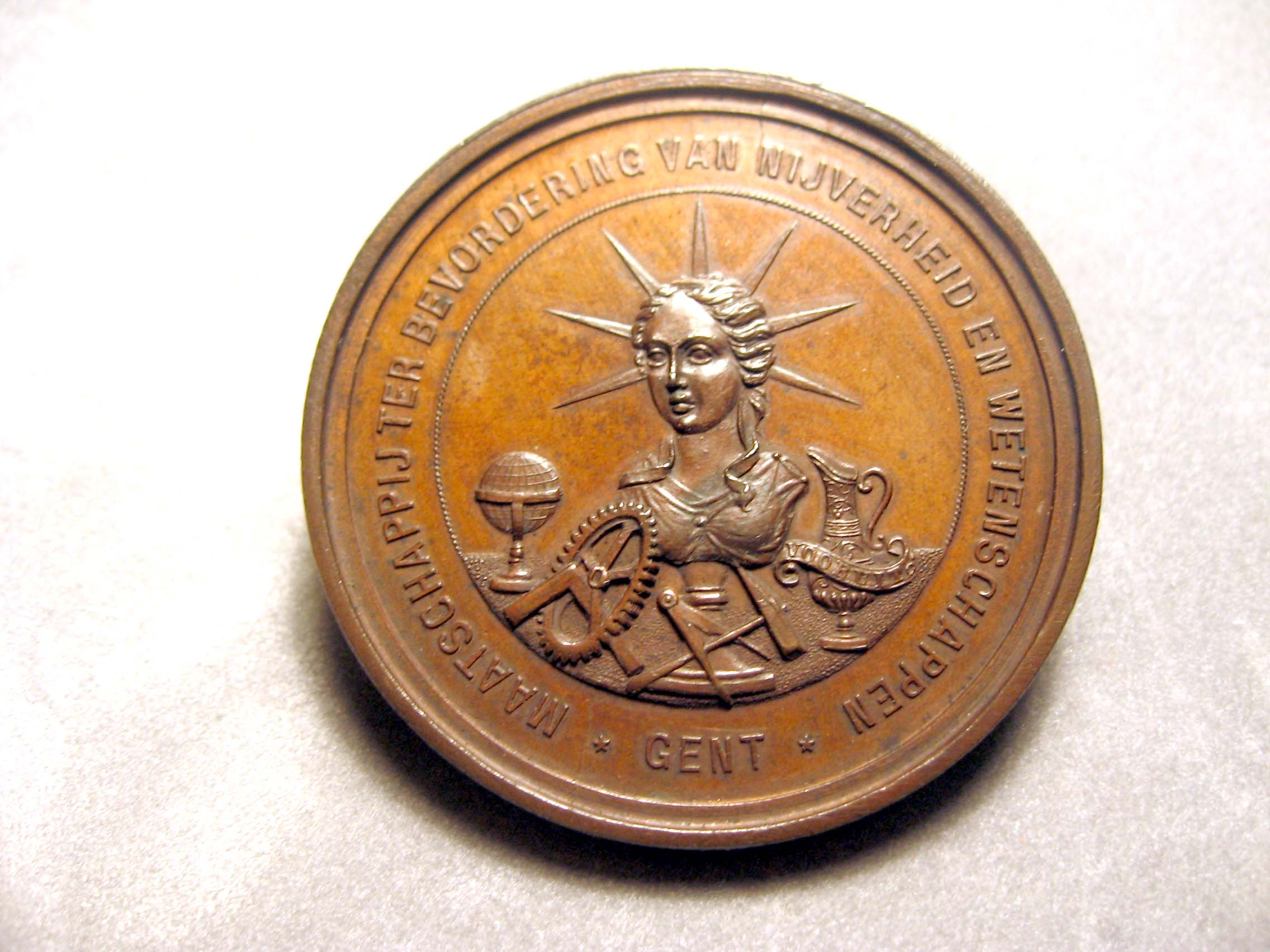
De medaille toont de uitgever, nl. De Maatschappij ter bevordering van Nijverheid en Wetenschappen-Gent

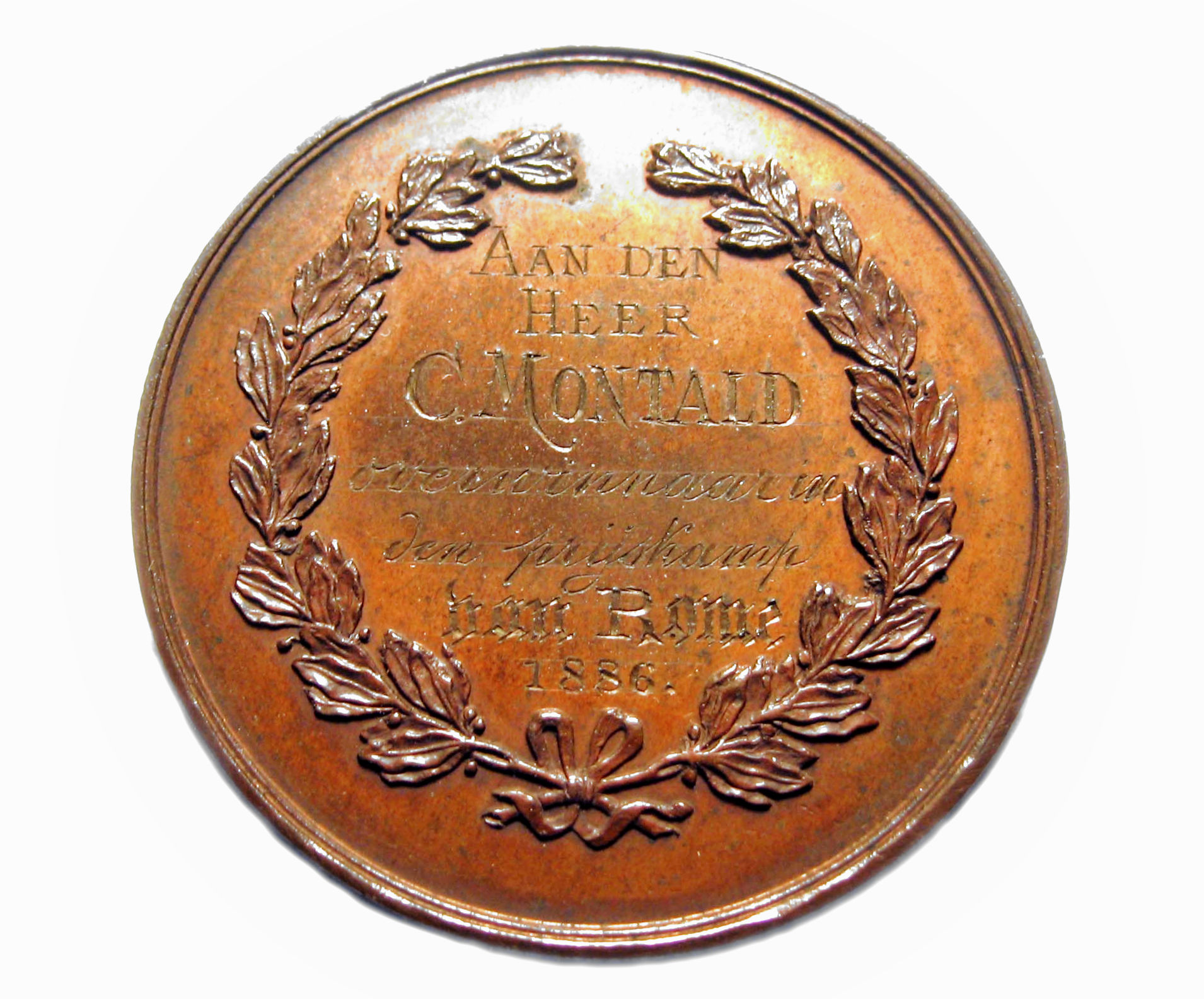
Aan de achterzijde is te lezen "Aan den Heer C.Montald, overwinnaar in den prijskamp van Rome, 1886"

In 1894 nam hij met Jean Delville, Auguste Donnay en Léon Frédéric deel aan een tentoonstelling in Brussel, georganiseerd door de esoterische studiegroep Kumris.
In 1896 werd Montald eerste in de proef voor docent aan de Academie voor Schone Kunsten te Brussel, richting decoratieve kunsten. 

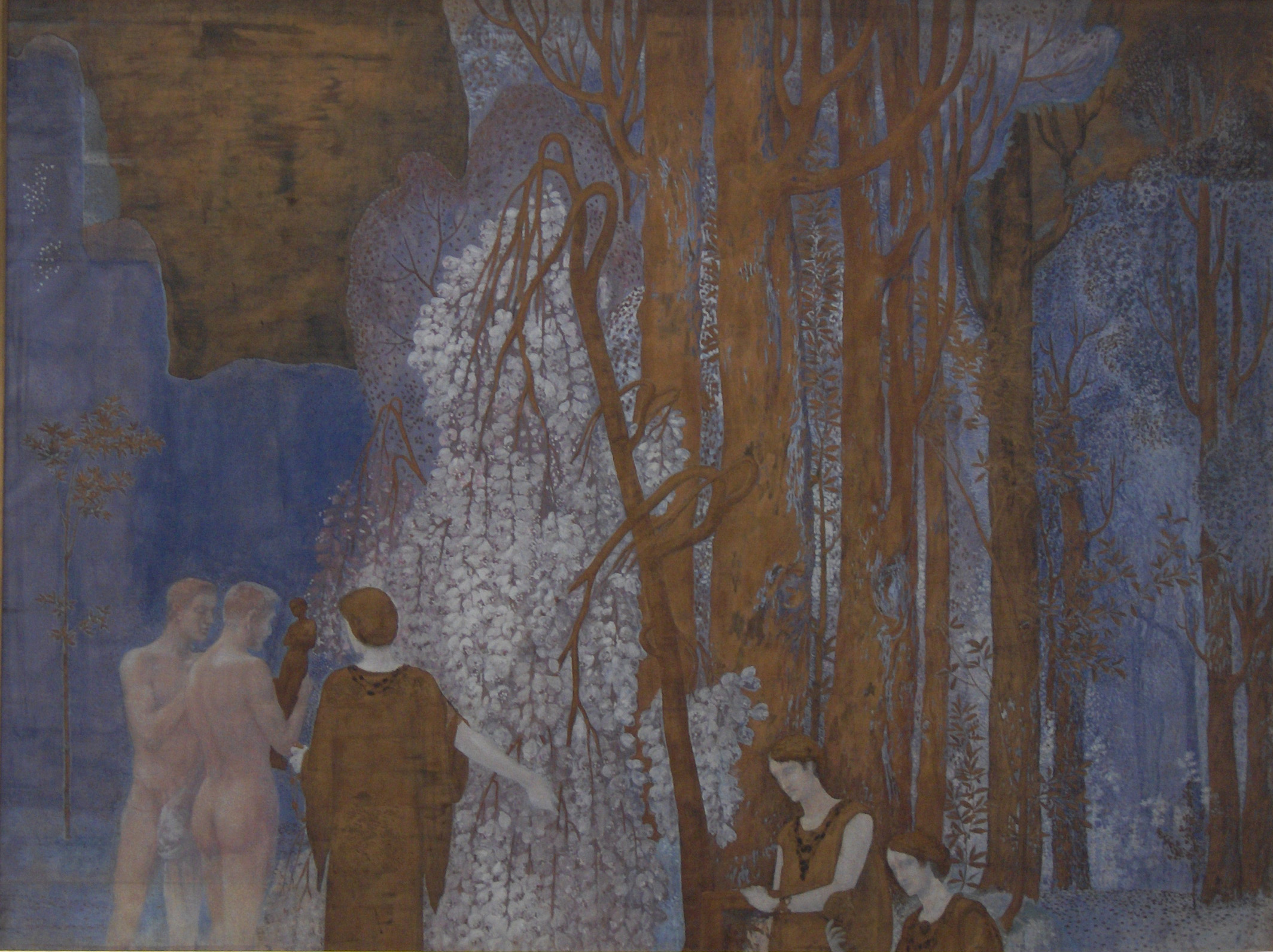
De boot van het ideaal (1907). Gerestaureerd in 1993, het werk in nog slechts een fragment van wat het ooit was.

In datzelfde jaar 1896 nam hij deel aan het Premier Salon d'Art Idéaliste van Jean Delville. Ook Victor Rousseau en Léon Frédéric stelden daar tentoon. Hij ontwierp ook de decoratie van het timpaan in de gevel van de Koninklijke Nederlandse Schouwburg van Gent, een gebouw van architect Edmond De Vigne. Het is in deze periode dat de kunst van Montald een omwenteling onderging. In de esoterische kringen waarin hij zich toen bewoog, wilde men 'de kunst proberen te verheffen boven de werkelijkheid om de idee uit te drukken'. 
Hij was onder de indruk gekomen van de geheimzinnige en overweldigende San-Marcobasiliek in Venetië. Sindsdien was hij geboeid door de sterke interactie die de gouden achtergronden van de schilderijen aldaar op de kleur hadden. 
Onder deze invloed schilderde hij omstreeks 1907 werken als De boot van het ideaal en De fontein van de inspiratie (in bruikleen aan de Koninklijke Musea voor Schone Kunsten van België te Brussel), die hij oorspronkelijk voor de grote forumzaal van het Brusselse museum bestemd had. Ze kwamen pas na vele omzwervingen uiteindelijk in dit museum terecht. Vervolgens schilderde hij De gewijde boom. Toen hij deze drie schilderijen in Brussel in 1906 tentoonstelde, leverde hem dit een gouden medaille op. Bij het eerste van deze werken stond de kunstenaar nog sterk onder invloed van de Prerafaëlieten, maar gaandeweg richtte hij zich op een verdere integratie van de menselijke figuur in een vegetale omgeving: bomen met kronkelende takken, gordijnen van bloemen en heesters en grasperken bezaaid met een irreële begroeiing namen de overhand op de mens die gereduceerd werd tot een onbetekenende figurant. Het betrof hier een Elysische droomwereld van parken en fonteinen, uitgevoerd in een ornamentele tekening, met nadruk op gouden en blauwe tinten van Byzantijnse oorsprong, gedragen door een sereen ritme. Het is schilderkunst als visuele muziek.

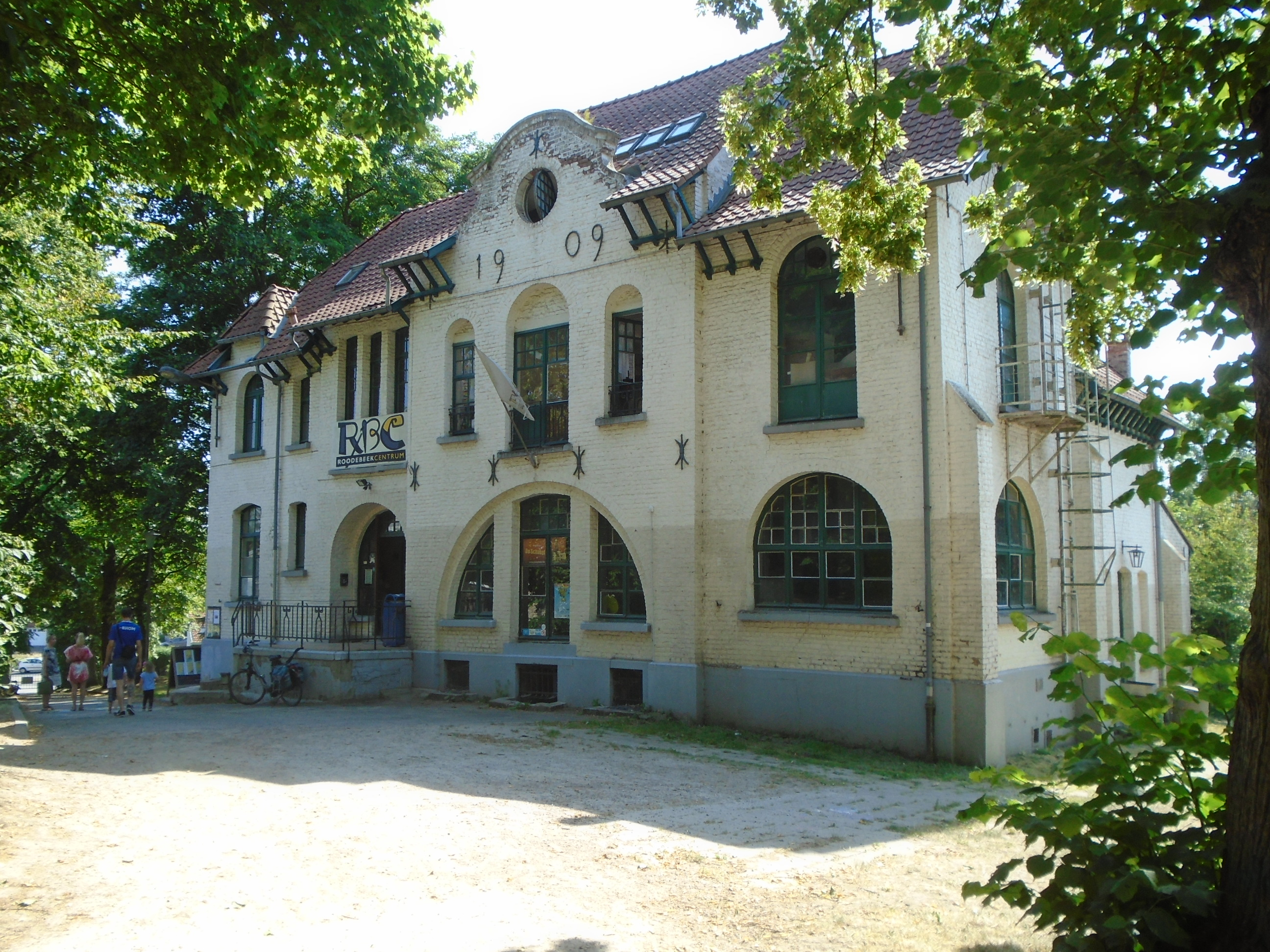
Villa Montald, Sint-Lambrechts-Woluwe, gebouwd in 1909. Hier ontving de schilder vrienden zoals Emile Verhaeren en Stefan Zweig. Ook H.M.Koningin Elisabeth (1876-1965) van België kwam er op bezoek.

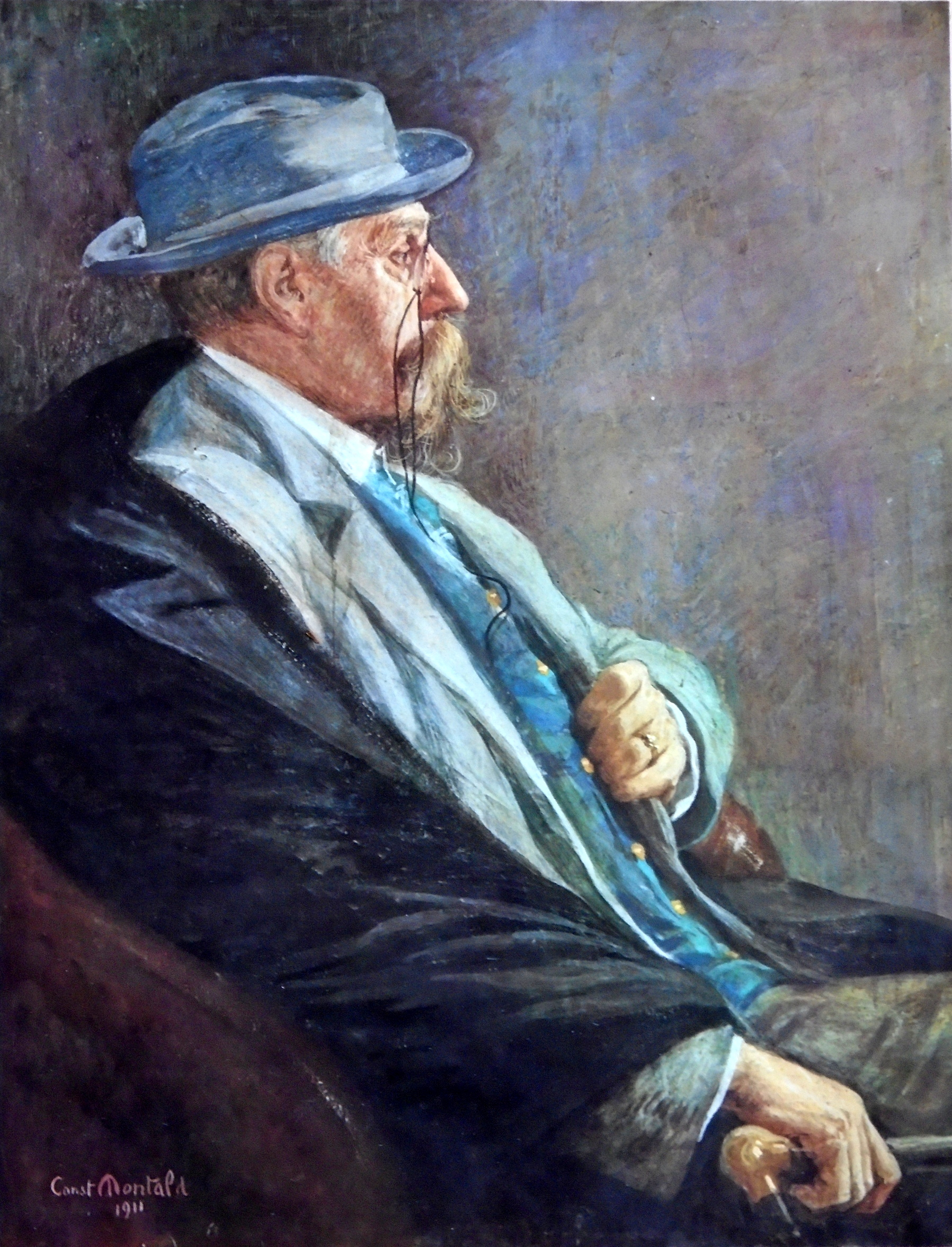
Emile Verhaeren

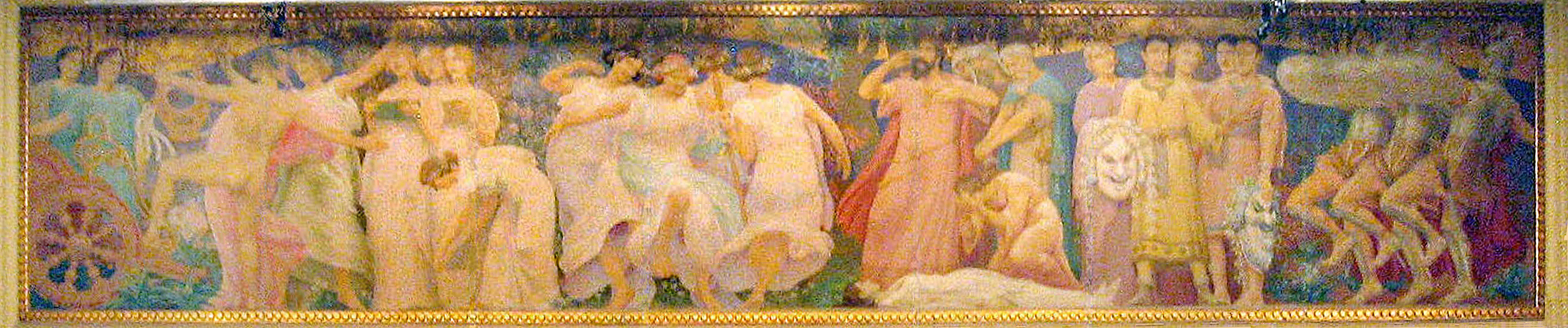
Fries bovenaan het toneel van het auditorium van de schouwburg te Leuven Apollo en de Muzen en Orpheus die Eurydice beweent

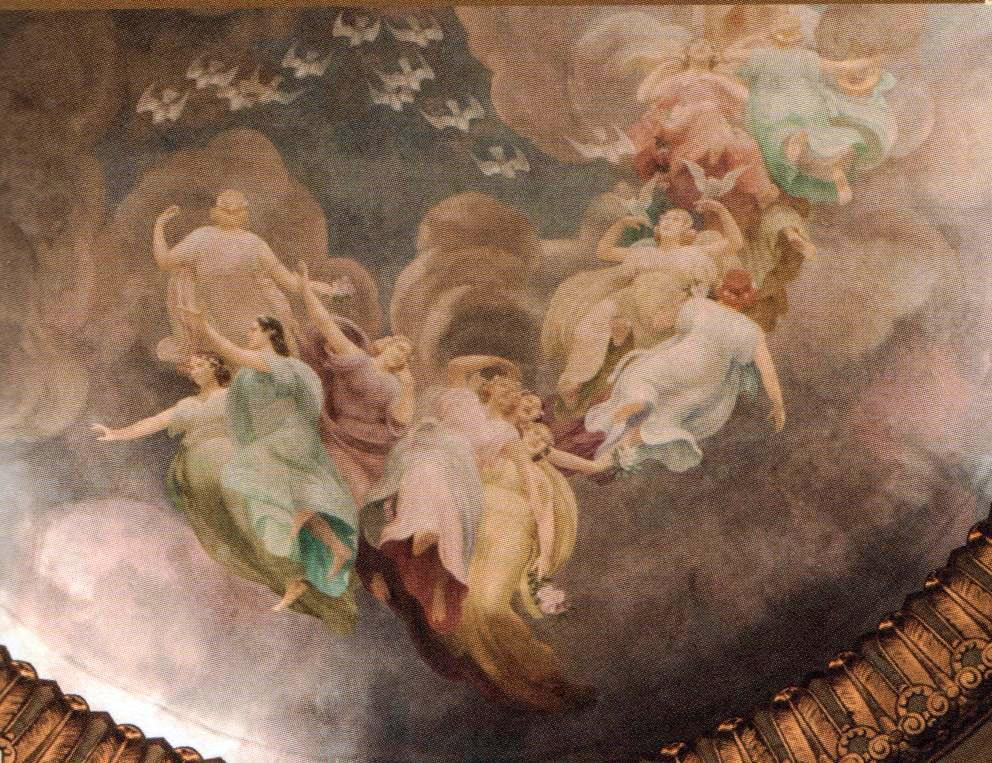
Plafond schilderwerk (Brochure 30CC Leuven "150 jaar Schouwburg, 1867-2017", foto: Marco Mertens)

In 1909 laat Montald zich een villa in Sint-Lambrechts-Woluwe bouwen. Die wordt dra een ontmoetingsplaats voor een uitgelezen intellectuele elite, onder wie vrienden als Emile Verhaeren die hij voor het eerst in 1898 had leren kennen in het atelier van beeldhouwer Charles Van der Stappen). Beide kunstenaars werden intiem bevriend. Hun correspondentie werd in 2018 gedeeltelijk uitgegeven door het Emile Verhaeren Museum van Sint-Amands-aan-de-Schelde. Ook de Oostenrijkse auteur Stefan Zweig kwam er langs. Van Emile Verhaeren maakte Montald overigens verschillende portretten. 
In het Provinciaal Museum Emile Verhaeren  werd van 17.06.2018 tot 14.10.2018 een tentoonstelling ingericht met het accent op de vriendschap, de kunst en de poëzie tussen beide kunstenaars. 
1914-1944

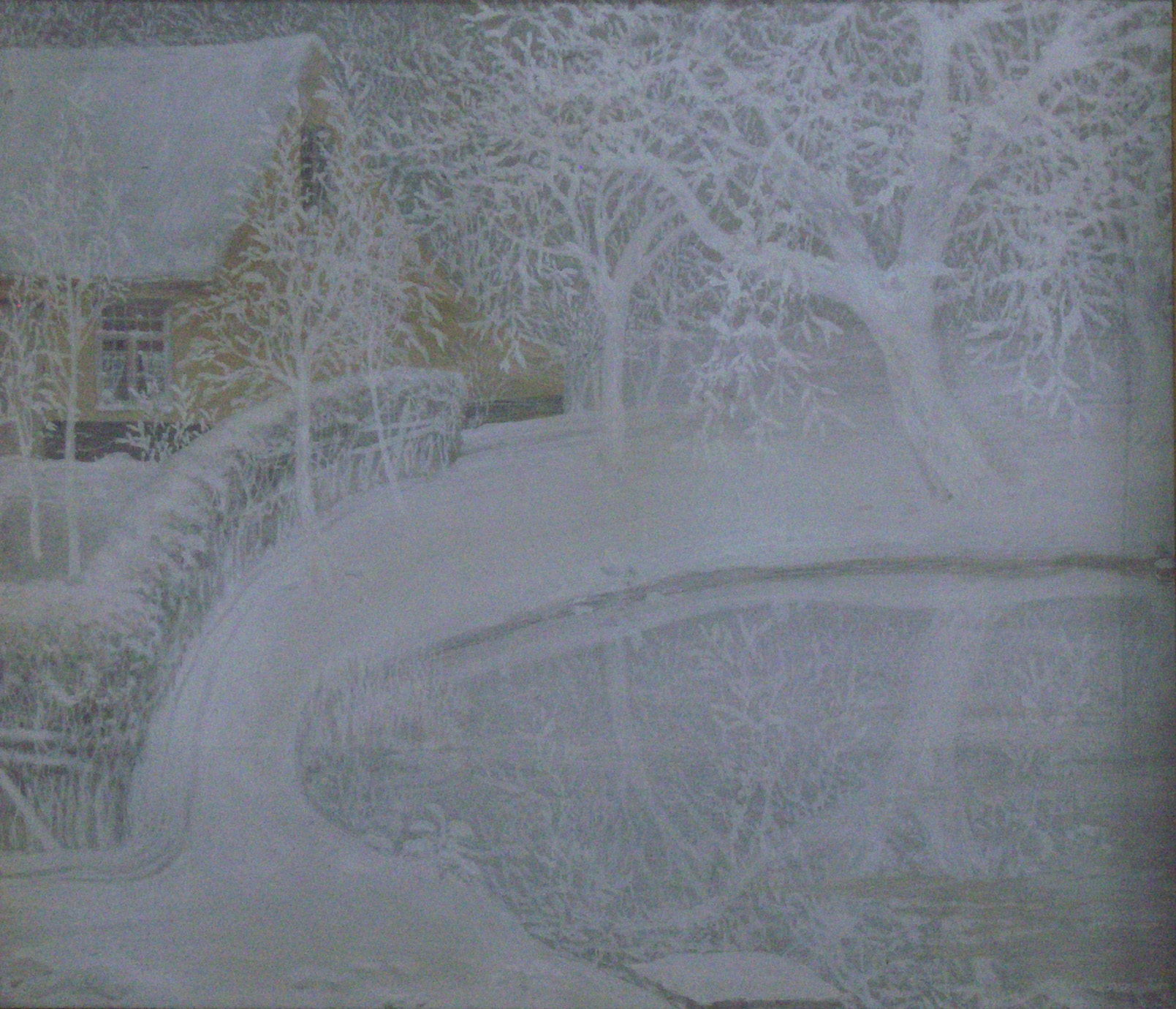
Tuin in de sneeuw (1916)

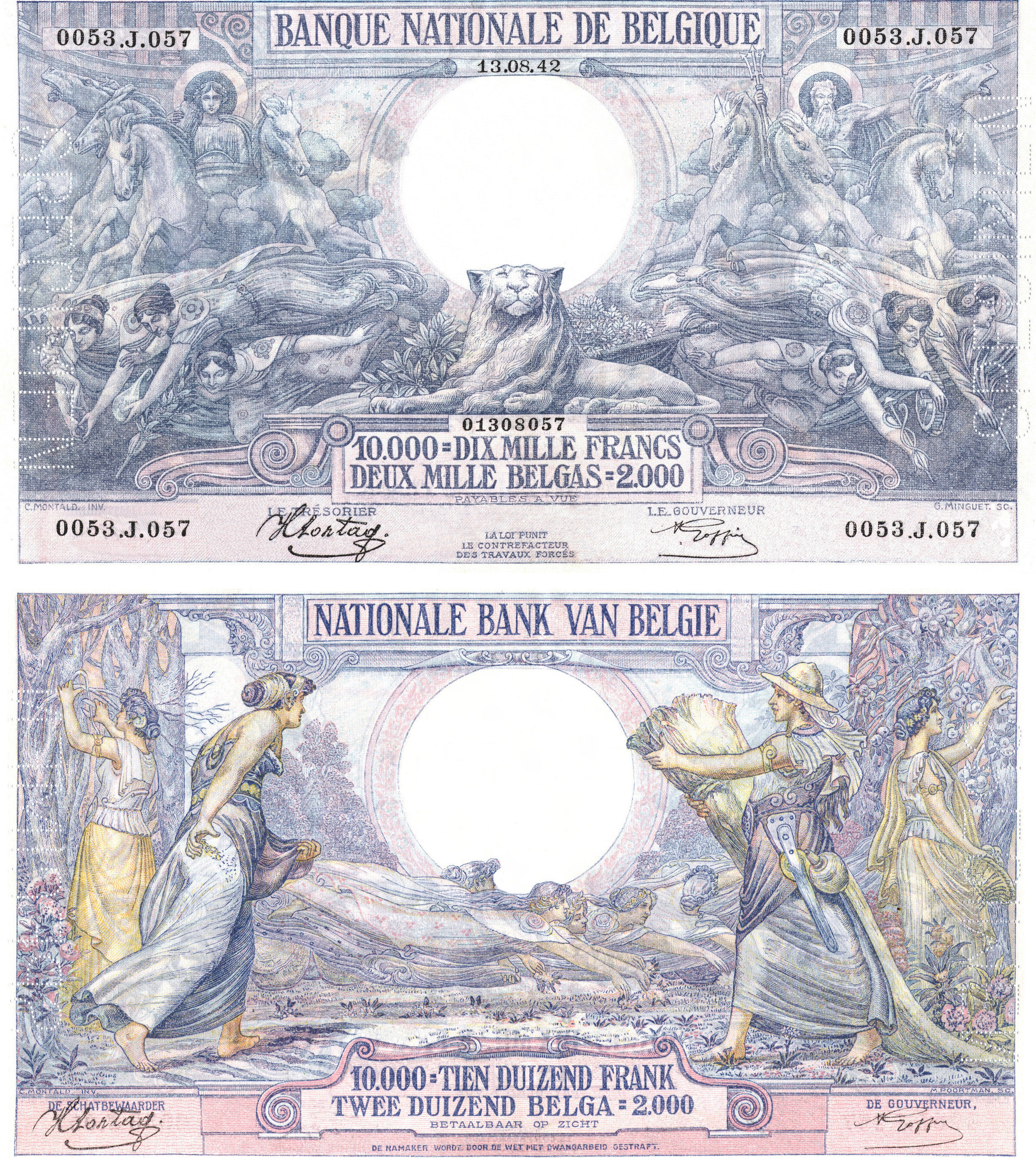
Biljet 10000 franc uit 1929 recto / verso

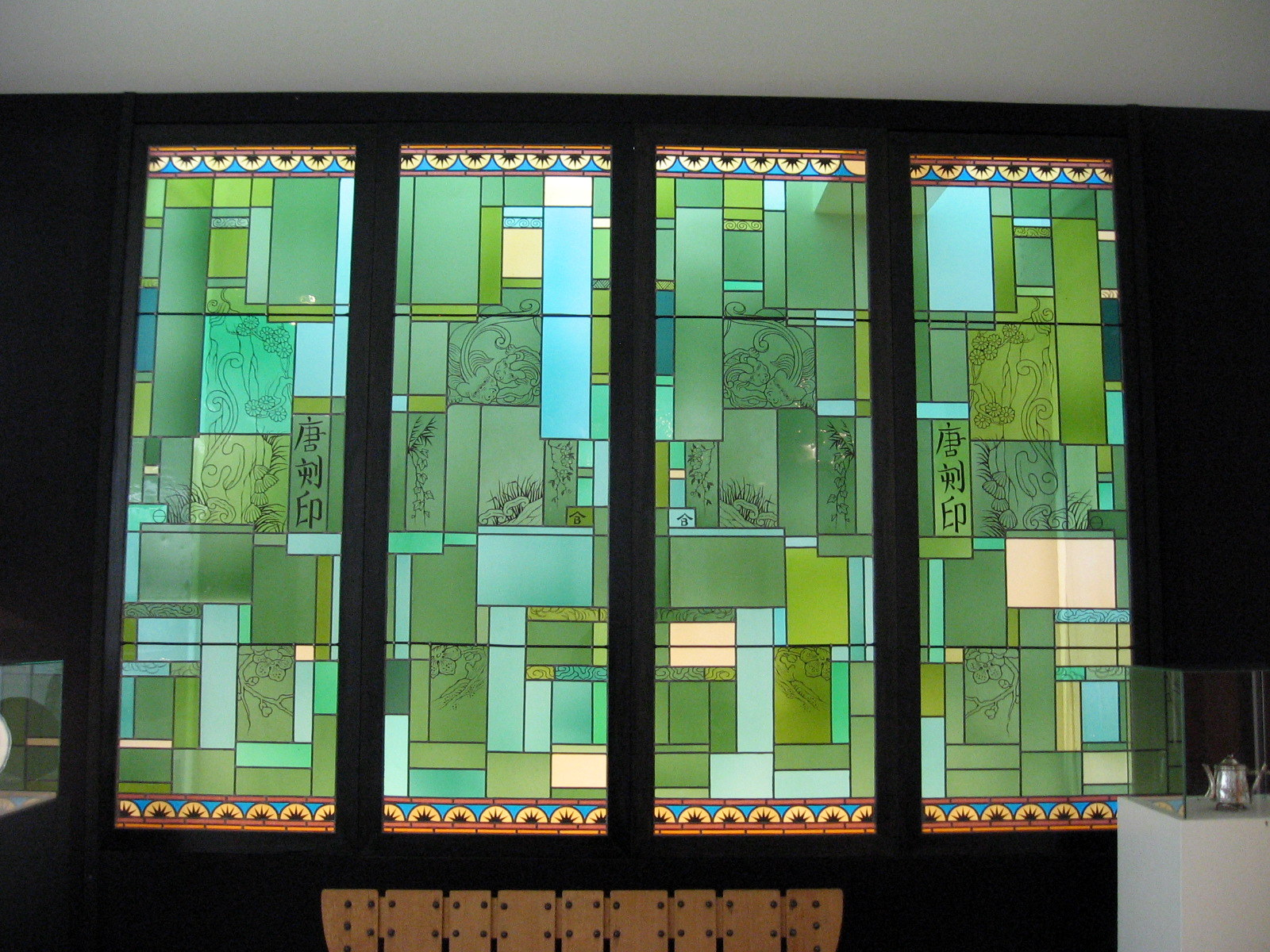
Foto: Glasraam (1889)

De Eerste Wereldoorlog belette Montald verder monumentale werken te blijven schilderen. Hij nam voortaan vrede met het werken op een schildersezel, met name van landschappen in de omgeving van zijn villa in Sint-Lambrechts-Woluwe.
Met onder meer - wat de schilders betreft -Jean Delville, Emile Fabry, Albert Ciamberlani, Emile Vloors en Omer Dierickx- was Montald in 1920 medeoprichter van de groep L'art monumental. Die stond - tot lering en stichting van de bevolking - een decoratieve monumentale kunst voor, in symbiose met de architectuur. Hun meest opmerkelijke project was ontegenzeglijk de decoratie van de halfcirkelvormige noordelijke en zuidelijke gaanderijen van het gebouwencomplex in het Jubelpark. Montald tekende zes ontwerpen voor dit project. In 1926 voerde een gespecialiseerd bedrijf vervolgens het werk uit in mozaïek. In 1922 schilderde Montald nog een monumentaal doek: Frankrijk en België laven hun kinderen aan de bron van het Goed en het Recht. Gedreven door een warm gevoel van sympathie voor de bondgenoot in de Eerste Wereldoorlog, schonk de kunstenaar dit werk grootmoedig aan Frankrijk. In 1925 werd hij overigens Ridder in het Franse Ordre national de la Légion d'honneur.
In 1934 schilderde hij voor het auditorium van de vernieuwde schouwburg te Leuven twee decoratieve doeken. Eén doek (diam. 9,25m) is opgehangen tegen het plafond, het andere doek (11,5m lang en 2,25m hoog) prijkt als fries boven het toneel. Deze fries is een tweedelige voorstelling met enerzijds Apollo en de Muzen en anderzijds Orpheus die Eurydice beweent (zie de afbeelding van deze fries lager en links).
Gedurende 37 jaar (tot 1932) had Montald aanzienlijke invloed als docent aan de Academie voor Schone Kunsten te Brussel. Onder zijn talrijke leerlingen telde hij onder meer René Magritte, Paul Delvaux, Anto Carte, Paul Cauchie, Jan De Cooman, Joseph Lacasse, Armand Bonnetain, Edgard Tytgat, Jean Maillard en Paul Hermans. In 1937 werd hij directeur van zijn klas.
Op 7 juli 1934 werd hij lid van de Koninklijke Academie van België. Zijn laatste grote decoratieve project, de muurschilderingen voor de kerkhofmuur van de abdij van Orval, werd vervolgens door zijn leerling Anto Carte voltooid. 

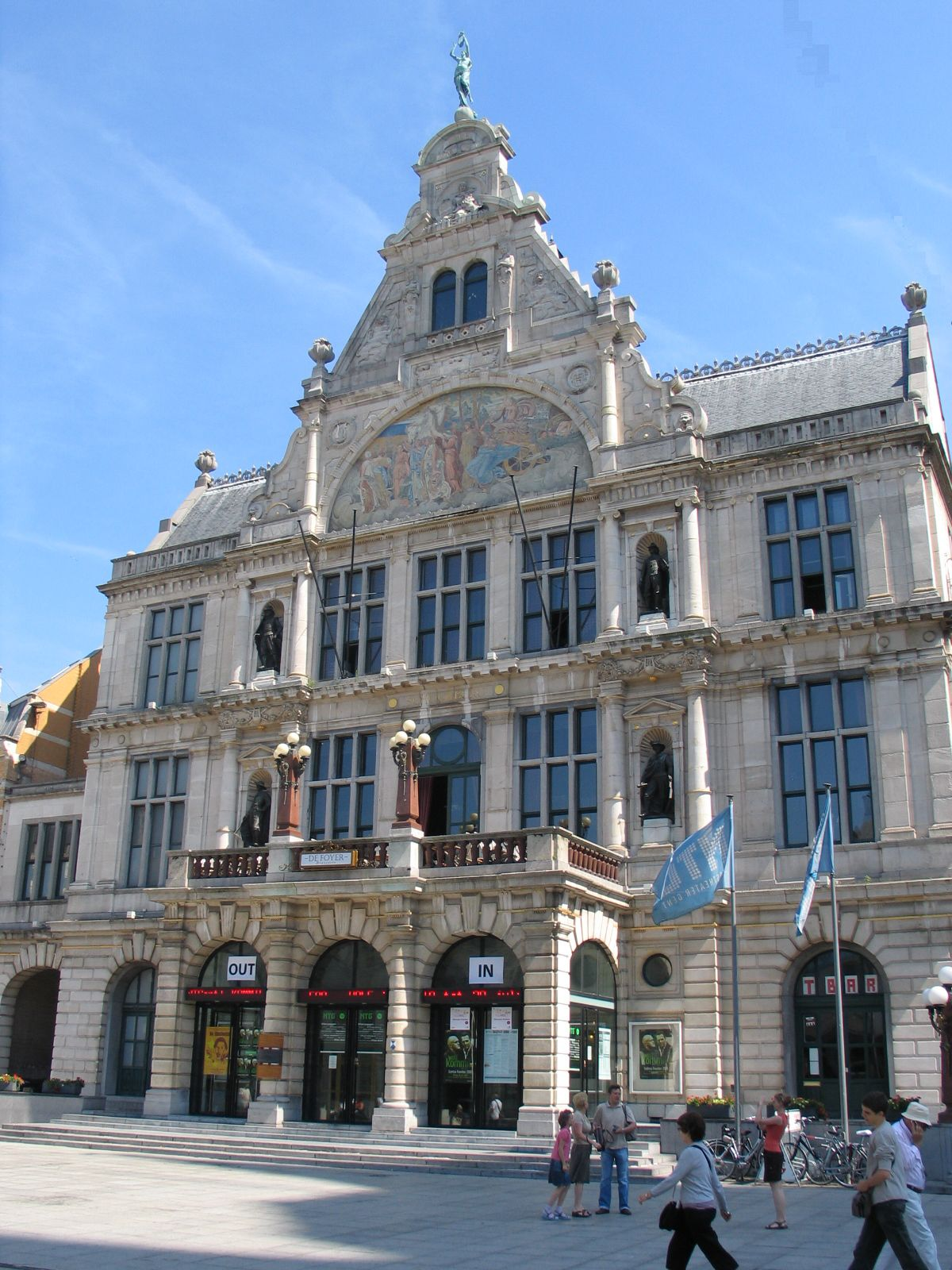
Mozaïek
Timpaan naar schilderwerk van Montald, Koninklijke Nederlandse Schouwburg, Gent, 1899

Constant Montald, sedert 1942 weduwnaar, stierf op 5 maart 1944 aan een beroerte bij het verlaten van de tram. Bij testament werd in 1944 een tweejaarlijkse prijs voor monumentale schilderkunst ingesteld. Zijn erfgenaam en testamentuitvoerder, Jean Goffin, neef van zijn vrouw, zal de eigendom (villa, park en tuinen inbegrepen) verkopen aan de gemeente Sint-Lambrechts-Woluwe.

Andere werken:
- Het nest (1893) (Museum voor Moderne Kunst te Brussel).
- Sneeuwgezichten, boeren en baadsters.
- Schilderwerken, tekeningen en portretten van Emile Verhaeren.
- Muurschilderingen.
- Beelden, ontwerpen voor affiches, illustraties voor de legende van Tijl Uilenspiegel, diploma's, postzegels, telegrammen en bankbiljetten.
- Glasramen (1889) (Museum voor Sierkunst en Vormgeving te Gent).
- Bankbiljetten van 20, 50 en 10.000 frank (1929).

## Situering van de kunstenaar
Constant Montald onderging de invloed van het symbolisme en de art nouveau. Een deel van Montalds vroege werk is niet denkbaar zonder die invloeden. Montald evolueerde echter in de richting van een allegorische kunst. Indien in het symbolisme het schilderij als beeld zelf symbool is - en wel van iets dat onuitgesproken blijft - dan is de allegorie de expliciete, analytische en conventionele afbeelding van een abstract, vooraf geconcipieerd idee. Net als zijn compagnons de route, Emile Fabry en Albert Ciamberlani, hing hij steeds een allegorische kunst aan waarmee hij een vorm van superieure schilderkunst wilde bereiken: een decoratieve, allegorische schilderkunst. In zijn opinie had die haar bijdrage moeten leveren tot het ideaal van het humanitair socialisme dat de kunstenaars uit die kringen toen voorstonden.